# Sermon on the 'Mount
«El sermón de la montaña» (en inglés: "Sermon on the Mount") es el primer episodio de la vigésimaséptima temporada de la serie de animación estadounidense South Park. Se estrenó el 23 de julio de 2025, siendo el primer episodio tradicional emitido en más de dos años, y el episodio número 329 de la serie. Parodia la segunda presidencia de Donald Trump, incluyendo las acciones legales de su administración, los archivos Epstein y el enfoque de su gobierno en el Cristianismo. Los creadores Trey Parker y Matt Stone también criticaron a Paramount, empresa matriz de Comedy Central, que emite la serie, por haber llegado recientemente a un acuerdo legal con Trump por 16 millones de dólares.

## Sinopsis
Eric Cartman se enfada porque NPR ha sido cancelada debido a su cobertura de temas «woke». La escuela primaria de South Park enfrenta cambios drásticos por las políticas del presidente, y el Director PC invita a Jesús a una asamblea escolar. Los ciudadanos de South Park deciden confrontar al Sr. Garrison, creyendo que aún es presidente, pero descubren que lleva años fuera de la Casa Blanca. En la Casa Blanca, la cabeza parlante de Donald Trump aparece en el cuerpo de un personaje de South Park (similar a la apariencia de Sadam Huseín en South Park: Bigger, Longer & Uncut), discute con el primer ministro de Canadá sobre aranceles y mantiene relaciones sexuales con Satán. Mientras están en la cama, Satán cuestiona la relación de Trump con los archivos Epstein y se burla del tamaño de su pene.
Cartman se deprime porque «lo woke está muerto» y ya no puede sentirse especial con su actitud ofensiva. Le dice a Butters que se suicidará junto a él si lo woke no regresa. Los ciudadanos llaman a Trump para quejarse, pero este los demanda para silenciarlos. Luego, Cartman intenta suicidarse con Butters mediante intoxicación por monóxido de carbono en un coche con el garaje cerrado. Los habitantes organizan una protesta en el parque para enfrentarse a Trump. Jesús aparece en la manifestación y, entre dientes, les advierte que, como Trump tiene poder para demandar a sus enemigos hasta silenciarlos, deben retirarse o serán cancelados, como Stephen Colbert (The Late Show with Stephen Colbert).
Gerald Broflovski logra llegar a un acuerdo legal con Trump, pero, como parte del trato, South Park debe producir mensajes a favor del presidente. Se emite un anuncio en acción real con un deepfake de Trump caminando por el desierto, desnudándose y mostrando un pene diminuto con ojos. El episodio termina con Cartman y Butters aún vivos, ya que el coche era un automóvil eléctrico que no produce emisiones.

## Producción
El cocreador Trey Parker contó que los productores pidieron difuminar el pene de Trump, pero ellos se negaron y le pusieron ojos para convertirlo en un «personaje» que no necesitaba censura. La discusión duró cuatro días. Parker admitió que durante la producción temía que «a la gente no le fuera a gustar».
Además de ser revisado por el departamento de estándares de Paramount, la productora ejecutiva de la serie, Anne Garefino, y el COO de Paramount, Keyes Hill-Edgar, pidieron a los co-CEOs Chris McCarthy, George Cheeks y Brian Robbins que aprobaran el episodio, ya que podía irritar a la administración Trump. Los co-CEOs lo aprobaron, pero quisieron describir su revisión a Shari Redstone; ella confió en su criterio sin verlo y autorizó su emisión. David Ellison, futuro CEO de Paramount tras su fusión con Skydance Media, fue advertido de que el episodio sería «despectivo» hacia Trump.

## Estreno
«Sermon on the 'Mount» se emitió por primera vez el 23 de julio de 2025 en Comedy Central. El episodio salió al aire menos de un día después de que Stone y Parker firmaran un acuerdo de 1.5 mil millones de dólares con Paramount. En un mensaje de agradecimiento a los directivos de Paramount, Parker declaró que están «enfocados en construir algo especial y en hacer lo que sea necesario para llevar campeonatos a esta ciudad».
Aunque 430 000 espectadores vieron la emisión original en Comedy Central, el episodio alcanzó el primer puesto en Paramount+ al hacerse viral.

## Recepción
En su editorial, The Guardian calificó el episodio como un «gran desafío» de Trey y Matt para que Trump los demandara. Rolling Stone lo elogió por su crítica directa al presidente estadounidense pese a su humor juvenil.

### Respuesta de la administración Trump
La administración Trump intensificó sus ataques contra los medios y artistas críticos con el presidente. Taylor Rogers, asistente de prensa de la Casa Blanca, emitió un comunicado a Rolling Stone y USA Today en respuesta al episodio:

La hipocresía de la izquierda no tiene fin: durante años han atacado a South Park por su 'contenido ofensivo', pero ahora lo aplauden. Al igual que los creadores de la serie, la izquierda carece de contenido auténtico y original, por lo que su popularidad sigue cayendo. Este programa no ha sido relevante por más de 20 años y se aferra con ideas poco inspiradas en un intento desesperado por atención. El presidente Trump ha cumplido más promesas en solo seis meses que cualquier otro presidente en la historia de nuestro país, y ningún programa de cuarta categoría podrá detener su racha de éxitos.
Taylor Rogers, secretaria de prensa de la Casa Blanca

El día siguiente al estreno, Trey Parker bromeó diciendo estar «terriblemente arrepentido» durante su panel en la Comic Con de San Diego.